# Frankfurter Tor
De Frankfurter Tor (Frankfurtpoort) is een voormalige stadspoort en een plein in het oosten van Berlijn. De stadspoort, waarvan niets is overgebleven, bevond zich overigens een paar honderd meter ten westen van het plein, dat zijn naam dan ook veeleer dankt aan de twee torengebouwen in stalinistische suikertaartstijl die het flankeren. Onder het plein ligt het metrostation Frankfurter Tor, onderdeel van lijn U5.

## Stadspoort
Onder het bewind van de Pruisische soldatenkoning Frederik Willem I werd tussen 1734 en 1737 een nieuwe stadsmuur om Berlijn gebouwd, de Berliner Zoll- und Akzisemauer. Deze muur verving een rond 1705 aangelegde palissadelinie ten noorden van de stad. Een van de oorspronkelijk veertien poorten in de stadsmuur bevond zich bij de kruising met de Frankfurter Straße (de huidige Karl-Marx-Allee), die leidde naar Frankfurt (Oder). Deze Frankfurter Tor verrees in 1716 en was oorspronkelijk van hout, maar werd in 1802 vervangen door een volledig stenen gebouw. De poort stond ongeveer waar zich nu het metrostation Weberwiese bevindt, de muur volgde de huidige Friedenstraße en Marchlewskistraße.
In 1860 werd de vesting Berlijn opgeheven, het stadsgebied strekte zich toen al uit tot ver buiten de muren. Tussen 1867 en 1870 werd de stadsmuur geslecht en verdween ook de Frankfurter Tor. Alleen de Palisadenstraße, parallel lopend aan de Karl-Marx-Allee, herinnert met zijn naam nog aan de vroegere aanwezigheid van vestingwerken.

## Frankfurter Tor tegenwoordig
De kruising van de Karl-Marx-Allee, de Frankfurter Allee, de Warschauer Straße en de Petersburger Straße, in het hart van het stadsdeel Friedrichshain, draagt sinds 8 november 1957 de naam Frankfurter Tor; daarvoor was het plein naamloos. De twee eerstgenoemde straten vormen een van de belangrijkste oost-westassen van de stad en zijn onderdeel van Bundesstraße 1 en 5. De Warschauer en Petersburger Straße behoren tot de Wilheminische binnenring. Het rechthoekige plein met monumentale bebouwing werd tussen 1954 en 1960 aangelegd onder leiding van architect Hermann Henselmann en staat in zijn geheel onder monumentenbescherming.
De naam van het plein wordt gesymboliseerd door de twee symmetrisch geplaatste torengebouwen aan de westzijde, die samen een poort vormen. De koepels van de torenflats zijn gebaseerd op de Französischer en Deutscher Dom op de Gendarmenmarkt en zijn tot ver in de omtrek te zien. De gebouwen verrezen tussen 1953 en 1956 en vormen de entree tot de in dezelfde periode gereconstrueerde Stalinallee (sinds 1961 Karl-Marx-Allee en Frankfurter Allee geheten), de pronkboulevard van Oost-Berlijn.

### Galerij

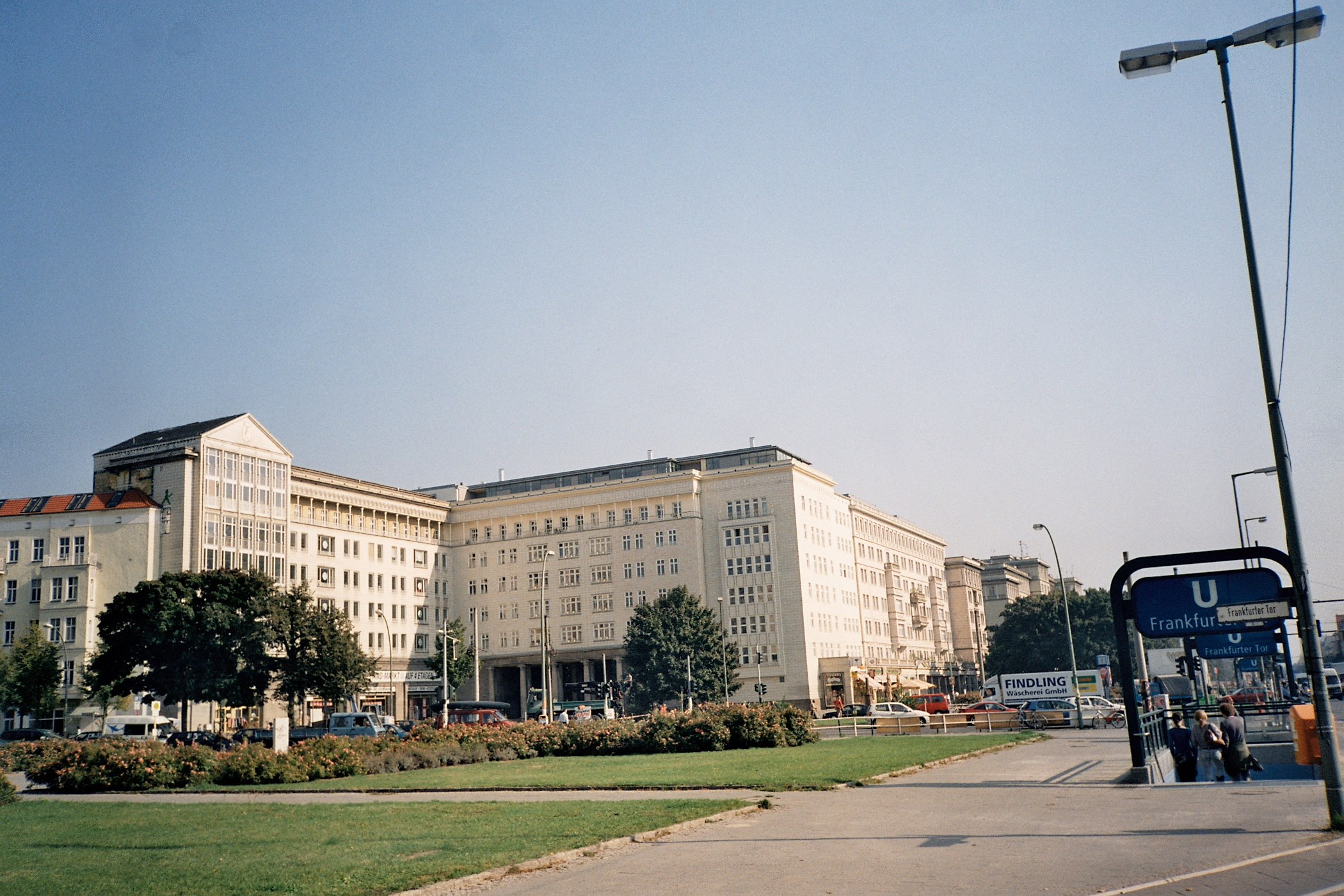
Het plein zelf met metro-ingang
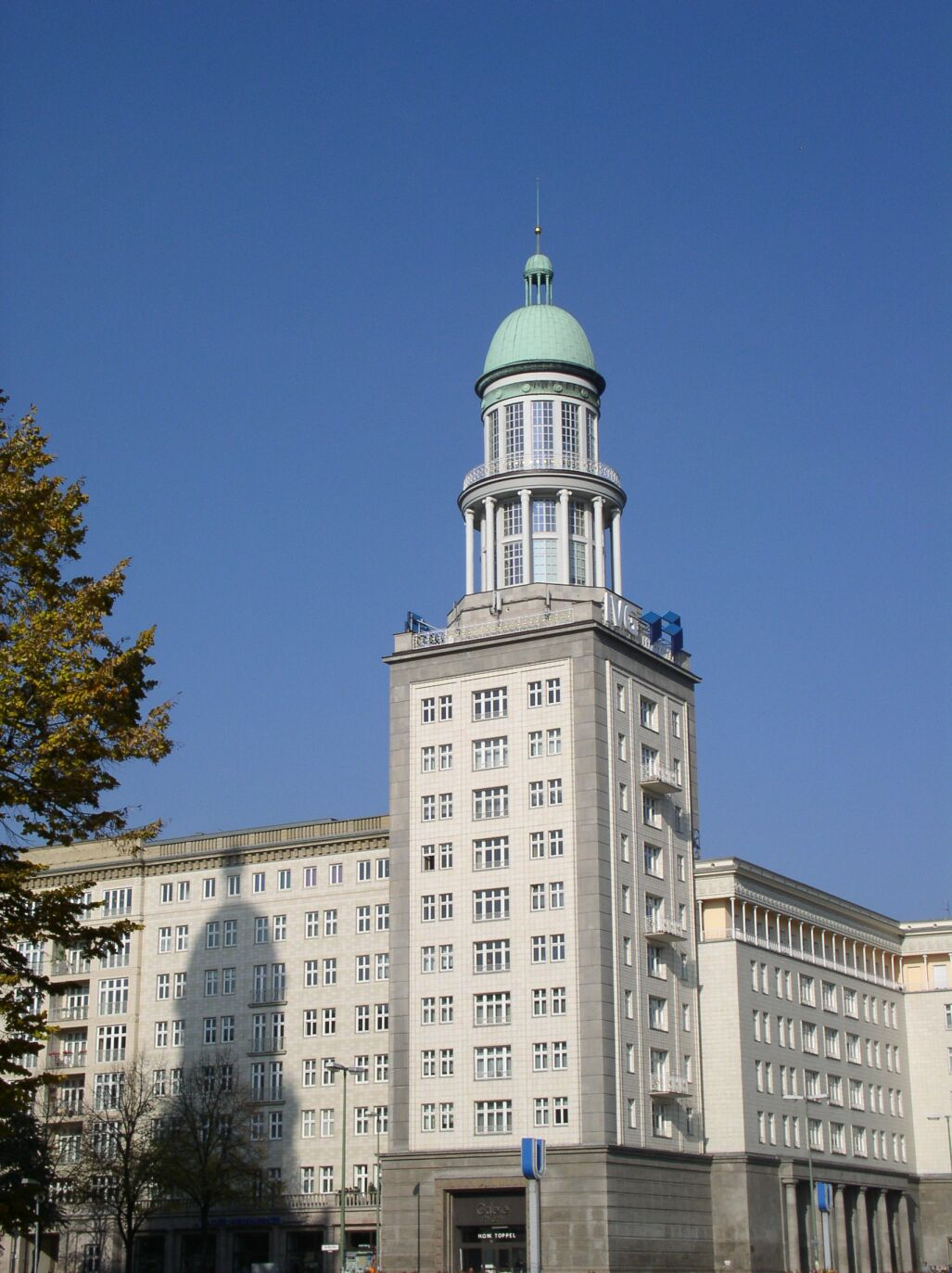
Noordelijke toren gezien vanaf het plein
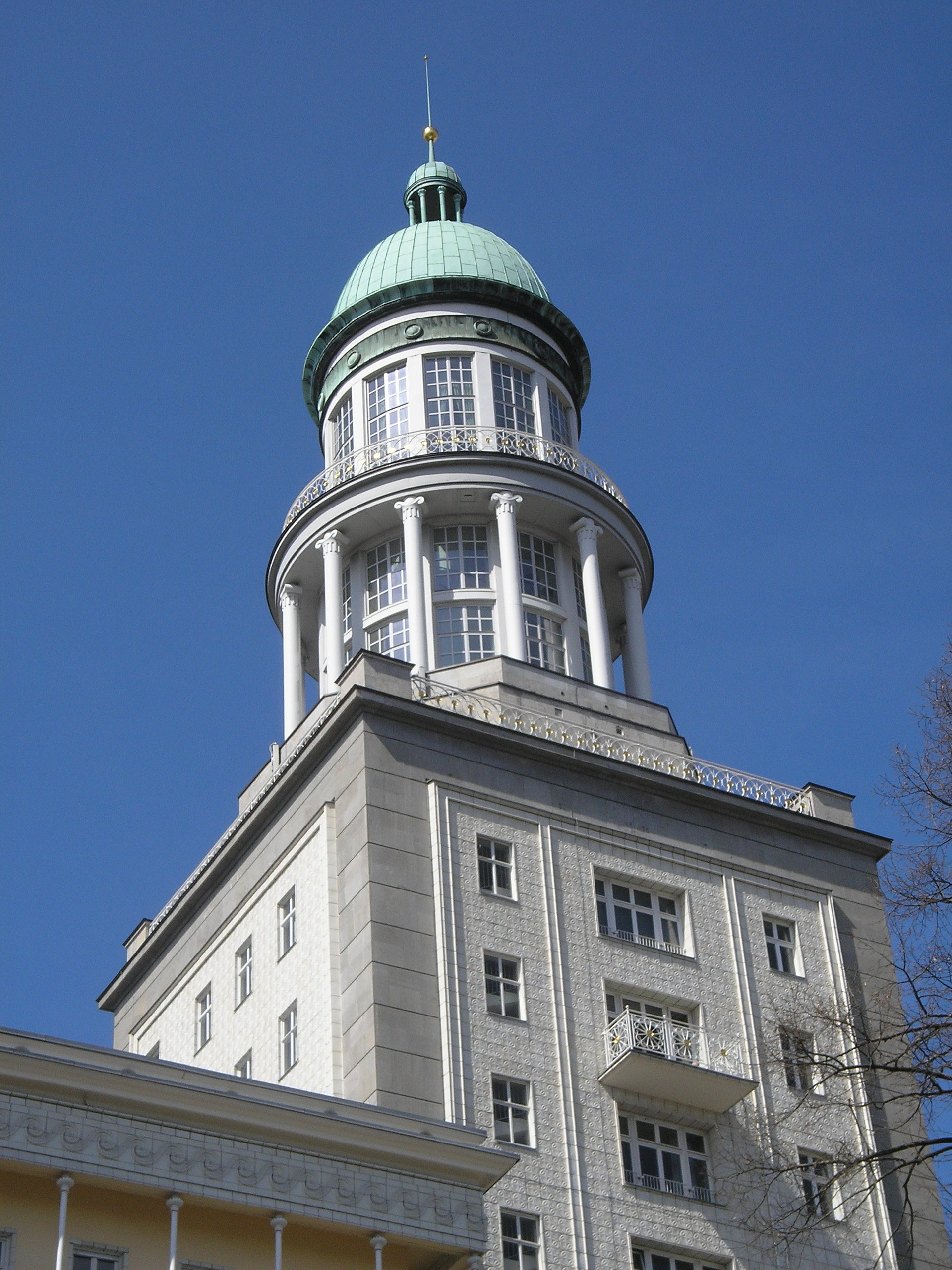
Koepel van de zuidelijke toren
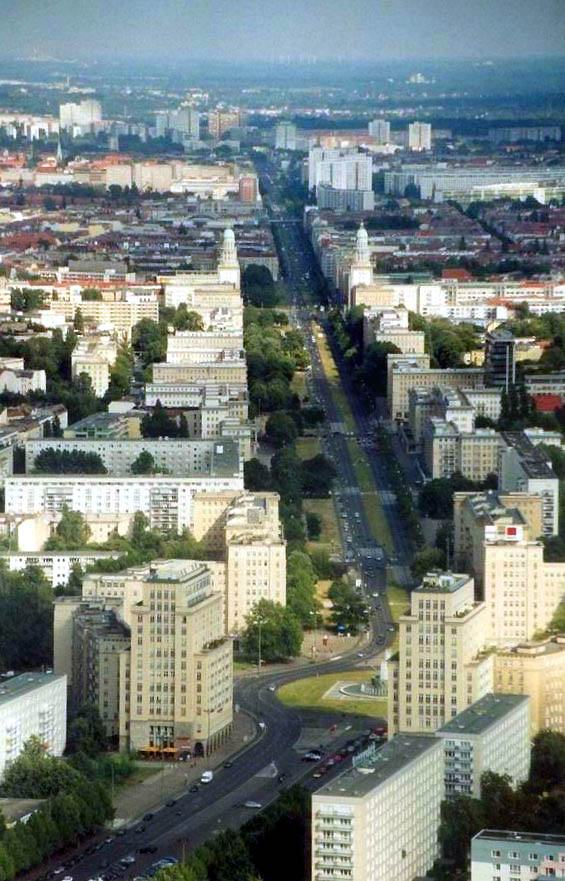
Gezicht over de Karl-Marx-Allee